# Document no.3
A szócikk címe technikai okok miatt pontatlan. A helyes cím: document #3.
A Pg. 99 és a Reactor No.7 közösen kiadott kislemeze. A Pg. 99 oldalán lévő számok a "document #3" címen futnak a diszkográfiájukban. Ebből 1000 példányt nyomtak, amiből 350 fehér, a többi fekete lemez.
7" fotó: 

## Tracklista
A oldal: Pg. 99
1. mary get your knife (1:50)
2. the longer now (3:10)

B oldal: Reactor No.7
1. secret of the woods (1:40)
2. openings (3:23)